# Donghe (socken i Kina, Heilongjiang)
Donghe (kinesiska: 东河, 东河乡) är en socken i Kina. Den ligger i provinsen Heilongjiang, i den nordöstra delen av landet, omkring 390 kilometer nordost om provinshuvudstaden Harbin. Antalet invånare är 8 745. Befolkningen består av 4 300 kvinnor och 4 445 män. Barn under 15 år utgör 18,0 %, vuxna 15-64 år 75 %, och äldre över 65 år 6,0 %.
Genomsnittlig årsnederbörd är 823 millimeter. Den regnigaste månaden är juli, med i genomsnitt 181 mm nederbörd, och den torraste är januari, med 7 mm nederbörd.